# تشارلز بيندكت كالفرت
تشارلز بيندكت كالفرت (بالإنجليزية: Charles Benedict Calvert)‏ هو سياسي أمريكي، ولد في 24 أغسطس 1808 في الولايات المتحدة، وتوفي في 12 مايو 1864 في ريفرديل بارك في الولايات المتحدة. حزبياً، نشط في الحزب الديمقراطي. وقد انتخب عضو مجلس النواب لولاية ماريلند وانتخب عضو مجلس النواب الأمريكي.